# Nothopsyche speciosa
Nothopsyche speciosa là một loài Trichoptera trong họ Limnephilidae. Chúng phân bố ở miền Cổ bắc.